# Тяжёлые времена (фильм)
«Тяжёлые времена» (англ. Hard Times) — американский кинофильм 1975 года. Режиссёрский дебют Уолтера Хилла, до этой работы занимавшегося написанием сценариев к фильмам других режиссёров.

## Сюжет
Во время депрессии 1930-х годов крепкий и выносливый боксёр по имени Чейни, чтобы свести концы с концами, решает зарабатывать нелегальными уличными боями. С этой целью он приезжает в Новый Орлеан. Здесь при помощи мелкого дельца Спида, взявшего на себя руководство бойцовской карьерой Чейни, он начинает участвовать в подпольных боях, заведя вскоре отношения с привлекательной женщиной по имени Люси.

## В ролях
- Чарльз Бронсон — Чейни
- Джеймс Коберн — Спид
- Джилл Айрленд — Люси Симпсон
- Строзер Мартин — По
- Мэгги Блай — Гэйлин Шуновер
- Майкл Макгуайр — Гандиль
- Фелис Орланди — Ле Бо
- Эдвард Уолш — Петтибон
- Брюс Гловер — Доти
- Роберт Тессье — Джим Генри

## История проката

### Даты премьер
Даты приведены в соответствии с данными IMDb.
- Нидерланды — 4 сентября 1975
- Финляндия — 5 сентября 1975
- ФРГ — 12 сентября 1975
- Швеция — 1 октября 1975
- США — 8 октября 1975 (премьерный показ в Нью-Йорке)
- Япония — 25 октября 1975
- Норвегия — 8 января 1976
- Филиппины — 5 февраля 1976

### Реакция критики
На 3 ноября 2010 года «Тяжёлые времена» на сайте-накопителе рецензий Rotten Tomatoes имеет лишь положительные отзывы, что позволяет сделать вывод о том, что современная кинокритика тепло встретила кинокартину. Полин Кейл, сочла, что исторический период Великой депрессии делает уличных бойцов и их агентов весьма привлекательными, в обычной жизни находящихся среди отбросов общества. «Одень (Чарльза Бронсона) в нынешние одежды», — пишет Кейл, — «и получился бы грубый тафгай, но в этой своей кепке он — один из обездоленных, честный человек, знающий, что такое голод». Роджер Эберт из Chicago Sun-Times, также похвалил естественную игру Бронсона, отметив, что он словно создан для подобных ролей.